# 乌芙蓉
乌芙蓉（学名：Limonium wrightii），又名海芙蓉，为蓝雪科補血草屬下的一种多年生草本植物，莖直立，葉呈倒披針形，花萼白色，花冠淡紫色。容易與日本海芙蓉混淆。
种名 wrightii 以19世纪美国生物学家Charles Wright的名字命名。